# Liste der Gebäude in Regio I (Ostia)

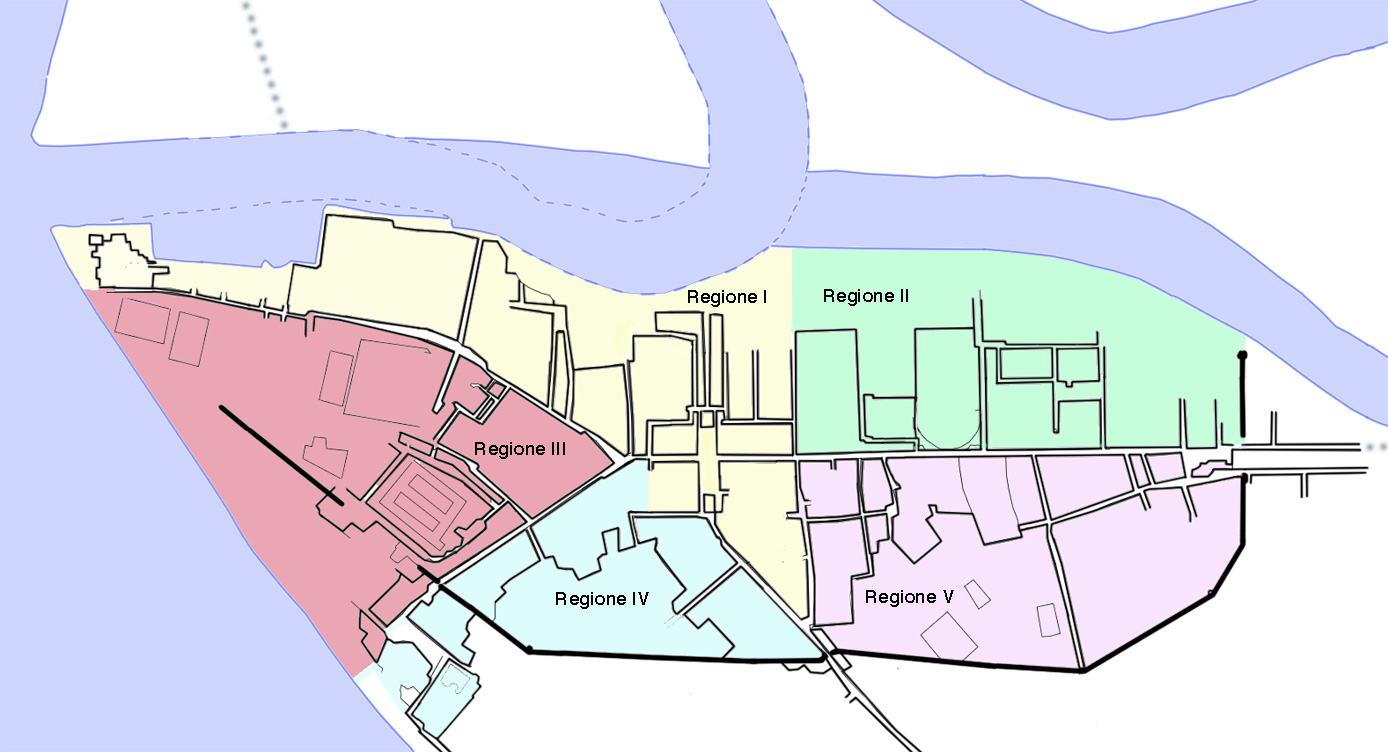

Dies ist die Liste der Bauten in der Regio I der antiken römischen Stadt Ostia. Die Namen werden in Italienisch wiedergegeben; viele Bauten haben keinen eigenen Namen und werden in der Literatur nur als Caseggiato oder Edificio (Wohnhaus, Gebäude) benannt. Hier ist die wichtigste Angabe der modern zugeteilte Nummerncode (Regio, Insula, Hausnummer).

## Forum
| Name                     | Beschreibung |
| ------------------------ | --- |
| Forum                    | Das Forum, wie es heute zu sehen ist, stammt aus der Zeit des Hadrian. Verschiedene wichtige Bauten der Stadt sind um den Platz angeordnet. Dazu gehören das Kapitol, die Basilika, die Curia und der dem Kaiserkult geweihte Tempel der Roma und des Augustus (Tempio di Roma e Augusto). Die Decumanus Maximus durchquerte den Platz. Auf dem Forum stand einst eine Statue des Ancus Marcius, der König von Rom war, aber auch der Gründer von Ostia gewesen sein soll. Der Sockel seiner Statue mit Inschrift ist erhalten. Weitere hier aufgestellte Statuen stellten bedeutende Bürger der Stadt dar. |
| Capitolium               | Das Kapitol von Ostia wurde unter Hadrian erbaut. Es handelt sich um einen aus Ziegeln erbauten Podiumstempel, der einst reich mit Marmor verkleidet war. An der Front standen einst sechs Säulen. |
| Runder Bau               | Unbekannte Funktion, vielleicht Nymphäum |
| Tempio di Roma e Augusto | Die Reste dieses Tempels liegen am südlichen Ende des Forums, genau gegenüber dem Kapitol. Es sind nur die Grundmauern erhalten, die ein Gewirr kleiner Räume erkennen lassen. Darüber muss sich einst ein Tempel auf einer Plattform befunden haben. Die Front zierten sechs Säulen. Insgesamt war der Bau einst ca. 16 m hoch. Der Tempel ist unter Tiberius zu Ehren der Roma und des Augustus errichtet worden. Marmor fand bei dem Bau reichlich Verwendung. Es scheint überhaupt der älteste Bau in Ostia zu sein, bei dem dieses Material in größerem Umfang benutzt wurde. Teile der Rückwand des Tempels sind heute rekonstruiert neben den Tempelresten ausgestellt. Unter Hadrian sind neben dem Tempel zwei Bögen aus Ziegeln errichtet worden. |

## Insula I
| Name       | Nummer  | Beschreibung |
| ---------- | ------- | --- |
| Caseggiati | I,I,1–3 | Bei I,I,1 handelt es sich um zwei Läden, die unter Antoninus Pius erbaut wurden. Bei I,I,2 und 3 handelt es sich um eine große Halle. Die Mauer im Zentrum der Insula ist die Mauer des alten Castrums von Ostia aus Tuff. Sie ist heute gut sichtbar. |
| Caseggiato | I,I,4   | Ladenhaus, in das später verschiedene Wasserbecken hineingebaut wurden. |

## Piazza dei Lari
| Name            | Nummer        | Beschreibung |
| --------------- | ------------- | --- |
| Piazza dei Lari | Keine Nummer. | Es handelt sich um ein Heiligtum an einer Straßenkreuzung. Aus augusteisch-claudischer Zeit stammt ein Marmoraltar, der nach einer Inschrift den Laren geweiht war. Es ist nicht bekannt, wie das Heiligtum dieser Zeit aussah. Neben dem Altar befindet sich ein Becken und ein einräumiger Schrein, der in die zweite Hälfte des zweiten Jahrhunderts datiert wird. Umbauten stammen aus dem dritten Jahrhundert. |

## Insula II
| Name                                                                 | Nummer   | Beschreibung |
| -------------------------------------------------------------------- | -------- | --- |
| Ninfeo                                                               | II,II,1  | Nymphäum aus dem vierten Jahrhundert. Es wurde in die Südfassade des Caseggiato del Pantomimo Apolausto und des Caseggiato del Balcone Ligneo hineingebaut. Hier fand sich eine wieder benutzte Inschrift, die den Pantomimen Apolaustus nennt und dem daneben liegenden Haus den Namen gab. |
| Caseggiato del Pantomimo Apolausto und Caseggiato del Balcone Ligneo | I,II,2.6 | Es handelte sich bei dem Caseggiato del Pantomimo Apolausto und dem Caseggiato del Balcone Ligneo zunächst um ein einziges Wohnhaus, das um 120 erbaut wurde. Teil des Baues ist das Nymphaeum (II,II,1), das hier im vierten Jahrhundert zum Decumanus Maximus sich öffnend hineingebaut wurde. Es gibt zwei Höfe und Treppen, die mindestens ein oberes Stockwerk bezeugen. In dem Haus befand sich auch eine Bäckerei, die hier wahrscheinlich unter Marcus Aurelius eingerichtet wurde. |
| Basilica                                                             | I,II,3   | Halle aus hadrianischer Zeit. |
| Aula del Buon Pastore                                                | I,II,4   | Christliche Halle aus dem vierten Jahrhundert; Fund der Statue eines Guten Hirten. |
| Caseggiato del Termopolio                                            | I,II,5   | Großes mehrstöckiges Wohnhaus mit Taverne im Erdgeschoss, das um 120 n. Chr. erbaut wurde. Das untere Stockwerk besteht auf einer Reihe von Läden mit einem inneren Hof. Wandmalereien. Teile des ersten Geschosses mit Balkonen sind auch noch erhalten. |

## Insula III
| Name                              | Nummer    | Beschreibung |
| --------------------------------- | --------- | --- |
| Caseggiato dei Molini             | I,III,1   | Das Haus der Mühlen wurde in hadrianischer Zeit errichtet und bestand in dieser Zeit aus einer Reihe von Läden. Es wurde in der antoninische und der severischen Zeit wiederholt umgebaut. In letzterer Epoche wurde das Haus zu einer Bäckerei ausgebaut. Dabei wurden zahlreiche Mühlen aufgestellt.                                                                                                |
| Sacello del Silvano               | I,III,2   | Kapelle des Silvanus |
| Caseggiato di Diana               | I,III,3–4 | Mietshaus aus der Mitte des zweiten Jahrhunderts. Das Haus hat seinen Namen von einem Terrakottarelief mit dem Bild der Diana, das sich an der Wand des Hofes befindet. Im Untergeschoss befinden sich vor allem Läden. Es gab mehrere Stockwerke. Im zweiten Stockwerk hatte das Haus einen an der Fassade umlaufenden Balkon. In verschiedenen Räumen fanden sich noch gut erhaltene Wandmalereien. |
| Mitreo del Caseggiato di Diana    | I,III,3–4 | Mithräum im Caseggiato di Diana |
| Caseggiato del Mitreo di Menandro | I,III,5   | Wohn- und Gewerbehaus |
| Mitreo di Menandro                | I,III,5   | Mithräum mit einfachem geometrischen Fußbodenmosaik. |
| Caseggiato                        | I,III,6   | |

## Insula IV
| Name                                    | Nummer | Beschreibung |
| --------------------------------------- | ------ | --- |
| Botteghe                                | I,IV,1 | Es handelt sich um eine Ladenreihe aus hadrianischer Zeit. Im Norden befindet sich ein öffentlicher Brunnen. |
| Domus di Giove e Ganimede               | I,IV,2 | Es handelt sich um ein Appartementhaus im Zentrum der Stadt, das mit den benachbarten Wohnbauten, welche sich zusammen einen Garten im Innenhof teilen, einen Block bildet. Die Domus di Giove e Ganimede datiert in hadrianische Zeit. In späterer Zeit wurden einige Umbauten vorgenommen. In dem Haus befinden sich gut erhaltene Wandmalereien; auf einer von ihnen sind Jupiter und Ganymed zu finden, die dem Haus seinen modernen Namen gaben. |
| Casa di Bacco Fanciullo                 | I,IV,3 | Mietshaus mit einst mindestens zwei Stockwerken. Zumindest im unteren Stockwerk befindet sich eine reich ausgestattete Wohnung mit Fußbodenmosaiken und Wandmalereien. |
| Casa dei Dipinti                        | I,IV,4 | Nobles Mietshaus |
| Caseggiato dei Doli                     | I,IV,5 | Gewerbebau aus der Mitte des zweiten Jahrhunderts, der in severischer Zeit umgebaut wurde. Vor allem wurden 35 dolia defossa (eingegrabene Gefäße) für Olivenöl oder Wein eingebaut. Nachdem diese nicht mehr genutzt wurden, ist ein einfacher Fußboden darüber angelegt worden. In den Gefäßen fanden sich Bruchstücke von mindestens 400 Modeln. Die Objekte, die mit Hilfe der Modeln produziert wurden, sind nicht gefunden worden, waren also vermutlich aus organischem Material. Ähnliche Modeln sind auch von anderen Orten bekannt, und es ist vermutet worden, dass etwas Essbares mit ihnen geformt wurde. |
| Bäckerei neben der Caseggiato dei Dolii |        | Die Bäckerei wird in einem Grabungsbericht aus dem Jahr 1878 erwähnt. |

## Insula V
| Name                                                    | Nummer | Beschreibung |
| ------------------------------------------------------- | ------ | --- |
| Botteghe                                                | I,V,1  | Läden |
| Portico est e ovest di Pio IX; auch Potrico e Caeggiato | I,V,2  | Bei I,V,1 und I,V,2 handelt es sich um zwei Flügel eines einzigen Gebäudes. Die dicken Mauern deuten darauf hin, dass der Bau einst mehrere, vielleicht sogar fünf Stockwerke aufwies. Die unteren erhaltenen Räume sind alle als Läden genutzt worden. In den Obergeschossen befanden sich einst Wohnungen. |

## Insula VI
| Name                             | Nummer | Beschreibung |
| -------------------------------- | ------ | --- |
| Portico est e ovest di Pio IX    | I,VI,1 | Es handelt sich um eine lange Reihe von Läden. Treppen und die robuste Bauart bezeugen, dass das Haus einst mehrere Stockwerke hatte, in denen sich Wohnungen befanden. |
| Caseggiato del Balcone a mensole | I,VI,2 | Läden, Mietshaus mit Balkonen; in hadrianischer Zeit errichtet. |

## Insula VII
| Name                                | Nummer    | Beschreibung                               |
| ----------------------------------- | --------- | ------------------------------------------ |
| Caseggiato dei Misuratori del Grano | I,VII,1–2 | Mietshaus, Läden, nur zum Teil ausgegraben |

## Insula VIII
| Name                                 | Nummer    | Beschreibung |
| ------------------------------------ | --------- | --- |
| Piccolo Mercato                      | I,VIII,1  | Lagerhaus aus hadrianischer Zeit |
| Horrea                               | I,VIII,2  | Lagerhaus aus hadrianischer Zeit |
| Horrea Epagathiana et Epaphroditiana | I,VIII,3  | Lagerhaus aus der Mitte des zweiten Jahrhunderts. Eine Inschrift bezeugt diese Funktion. Die Inschrift nennt Epagathus und Epaphroditus als Besitzer. |
| Caseggiato                           | I,VIII,4  | Läden |
| Caseggiato                           | I,VIII,5  | Läden |
| Botteghe                             | I,VIII,6  | Zwei Läden |
| Caseggiato                           | I,VIII,7  | Drei Läden |
| Caseggiato                           | I,VIII,8  | Laden |
| Botteghe                             | I,VIII,9  | Vier Räume |
| Botteghe                             | I,VIII,10 | Läden |

## Insula IX
| Name                       | Nummer | Beschreibung |
| -------------------------- | ------ | --- |
| Caseggiato dietro la Curia | I,IX,1 | Läden und Wohnungen |
| Caseggiato                 | I,IX,2 | Läden |
| Caseggiato del Larario     | I,IX,3 | Mehrstöckiges Wohn- oder Mietshaus mit Hof, in dem sich eine halbrunde Nische befindet, die als Lararium interpretiert wurde und dem Haus den Namen gab. Bei der Nische wird es sich aber eher um eine Statuennische handeln. Im unteren Geschoss des Hauses befinden sich hauptsächlich Läden. Das Haus datiert in die hadrianische Zeit. Der Hof war eventuell für die Öffentlichkeit zugänglich. Das ganze Erdgeschoss mag als eine Art Basar gedient haben. |
| Curia                      | I,IX,4 | Die Kurie der Stadt. Der Bau wurde unter Domitian oder Trajan errichtet und steht gegenüber der Basilika, die zur selben Zeit erbaut wurde. Von der Straße gelangt man in einen Vorraum, der mit sechs Granitsäulen zur Straßenseite geschmückt war. Von dort gelangt man in einen großen Raum (11,50 × 12,00 m), der an den Längsseiten Nischen für Statuen hat. Die Wände und der Boden waren einst mit polychromem Marmor verkleidet. An den beiden Seiten des Raumes befinden sich unbedachte Korridore. Die Funktion des Baues als Kurie ist umstritten, da das Gebäude zu klein erscheint. Die Lage und Parallelen in anderen Städten unterstützen jedoch die Interpretation als solche. |

## Insula X
| Name                                      | Nummer | Beschreibung |
| ----------------------------------------- | ------ | --- |
| Taberne Repubblicane                      | I,X,1  | Taverne und Läden |
| Caseggiato                                | I,X,2  | Es handelt sich um eine Reihe von Läden mit einer vorgesetzten Portikus. Sie sind am Ende des ersten vorchristlichen Jahrhunderts erbaut worden. Umbauten stammen aus dem dritten Jahrhundert. Der mittlere Laden ist als Taverne benutzt worden. Im dritten Jahrhundert ist der Raum zwischen den Säulen der Portikus und der Taverne zugemauert worden, so dass zur Straßenseite hin zusätzlicher Raum für die Taverne entstand. Hier finden sich noch Wandmalereien, die wahrscheinlich in antoninische Zeit datieren. |
| Officina Stuppatoria                      | I,X,3  | Werkstätten |
| Tempio Collegiale und Mitreo di Fructosus | I,X,4  | Tempel und Mithräum |

## Insula XI
| Name                     | Nummer   | Beschreibung |
| ------------------------ | -------- | --- |
| Tempio Rotondo           | I,XI,1   | Der Runde Tempel wurde am Beginn des dritten Jahrhunderts erbaut. Er ist heute stark zerstört, aber die Größe des Baues und die zentrale Lage deuten auf seine besondere Bedeutung hin. Die Anlage besteht aus einem offenen Platz (41 × 35 m), der Nord-Süd orientiert ist. Auf der Westseite findet sich ein Durchgang zur benachbarten Basilika. Am Ende des Hofes befindet sich eine etwa 3,8 Meter hohe Plattform, die über eine breite Treppe zu erreichen ist. Der eigentliche Tempel ist rund und hatte wahrscheinlich eine Kuppel. Er misst im Durchmesser 16 Meter. Im Inneren gab es sieben Nischen, drei rechteckige und vier halbrunde. Westlich vom Eingang befindet sich eine Wendeltreppe, über die man offensichtlich im Bau nach oben gelangte. Im Bau standen wahrscheinlich Statuen. Es fanden sich Bildwerke von Alexander Severus und Gordianus III. Der letztere mag den Tempel für den Kaiserkult errichtet haben. |
| Domus del Tempio Rotondo | I,XI,2–3 | Die Domus del Tempio Rotondo ist ein großes Haus vom Ende des dritten Jahrhunderts. Es steht zwischen drei bedeutenden öffentlichen Gebäuden. Das Haus hat einen Innenhof mit Springbrunnen und ist mit Mosaiken und Marmorfußböden ausgestattet. Meist wird vermutet, dass es sich um ein Wohnhaus handelt, doch mag es auch der Sitz einer Vereinigung gewesen sein. |
| Portico                  | I,XI,4   | Kleine Portikus |
| Basilica                 | I,XI,5   | Die Basilika der Stadt datiert an das Ende des ersten oder an den Beginn des zweiten Jahrhunderts. Der Bau war einst reich mit Marmor ausgekleidet, der in späterer Zeit großteils fortgetragen wurde. In der Basilika und in der Umgebung fanden sich Reliefs, die Episoden aus der römischen Stadtgeschichte wiedergeben, wie die Wölfin, die Romulus und Remus säugt oder die Gänse, die die Stadt bei einem gallischen Angriff retteten. Die Reliefs datieren stilistisch ins zweite Jahrhundert und sind damit später dem Bau angefügt worden. |

## Insula XII
| Name                      | Nummer   | Beschreibung |
| ------------------------- | -------- | --- |
| Caseggiato dei Triclini   | I,XII,1  | Sitz der Zunft der Baumeister; Bau aus hadrianischer Zeit mit großem Hof, die darum angeordneten Räume haben oftmals Triklinien. Es gab mehrere Stockwerke, wo sich Wohnungen befanden, die zugunsten der Zunft vermietet wurden. In einem Teil des Baues befinden sich öffentliche Latrinen. |
| Foro della Statua Eroica  | I,XII,2  | Der Platz der heroischen Statue stammt aus dem vierten Jahrhundert. Seine Funktion ist unsicher. Er ist auf den Resten eines hadrianischen Bades errichtet worden. Zwei Seiten des Platzes werden von Säulenreihen flankiert. Die Frontseite hat eine Portikus aus zwei Reihen von Ziegelpfeilern. Auf dem Fußboden finden sich Reste von Marmor. Der Platz ist der Fundort einer Statue, die ihm den Namen gab. Sie zeigt einen nackten Mann und datiert aus der Zeit Kaiser Hadrians, den sie vielleicht auch darstellt. |
| Exedra                    | I,XII,3  | Es handelt sich um eine Exedra aus der Mitte des vierten Jahrhunderts. Sie wurde über den Resten eine Bäckerei errichtet und diente wahrscheinlich zur Dekoration des Decumanus Maximus. Sie besteht aus einem Halbrund, das mit Säulen dekoriert ist. |
| Caseggiato della Cisterna | I,XII,4  | Zisterne aus hadrianischer Zeit. |
| Caseggiato                | I,XII,5  | Bau aus hadrianischer Zeit, vielleicht gewerblich genutzt. |
| Terme del Foro            | I,XII,6  | Die Terme del Foro (Forumsthermen) sind die größten Thermen der Stadt. Der Bau stammt aus der Mitte des zweiten Jahrhunderts (unter Antoninus Pius). Nach einer Inschrift finanzierte der praefectus praetorio (von Rom) M. Gavius Maximus diesen Bau. Umbauten sind bis ans Ende des vierten Jahrhunderts bezeugt. |
| Botteghe                  | I,XII,7  | Eine Reihe von Läden. |
| Sede di una corporazione  | I,XII,8  | Bau unsicherer Funktion, mit Mosaiken und Marmor dekoriert. |
| Edificio                  | I,XII,9  | Läden |
| Caseggiato a tabernae     | I,XII,10 | Läden, Taverne. |
| Portico                   | I,XII,11 | Portikus |

## Insula XIII
| Name                | Nummer   | Beschreibung | Bild |
| ------------------- | -------- | --- | ---- |
| Horrea              | I,XIII,1 | Lagerhaus vom Beginn des zweiten Jahrhunderts. |      |
| Caseggiato          | I,XIII,2 | Vielleicht gewerblich genutzter Bau. |      |
| Fullonica           | I,XIII,3 | Wäscherei |      |
| Molino              | I,XIII,4 | Mühle und Bäckerei vom Ende des ersten Jahrhunderts. Letzte Umbauten datieren in das vierte Jahrhundert. An der Ost- und an der Westseite des Gebäudes, die beide Straßenfronten haben, befinden sich jeweils Läden. Der Nordteil des Hauses wird von Mühlen eingenommen. In der Mitte befindet sich ein Hof und im Südteil lag die eigentliche Bäckerei, wo sich auch ein großer Ofen und Zisternen befinden. Das Brot ist wahrscheinlich in den Läden verkauft worden. |      |
| Caseggiato          | I,XIII,5 | Läden und Wohnungen aus severischer Zeit. Teilweise schlecht erhalten. |      |
| Domus delle Gorgoni | I,XIII,6 | Kleines, reich mit Mosaiken und Marmor ausgestattetes Wohnhaus |      |

## Insula XIV
| Name                             | Nummer  | Beschreibung | Bild |
| -------------------------------- | ------- | --- | ---- |
| Ninfeo                           | I,XIV,1 | Nymphäum aus dem vierten Jahrhundert. |      |
| Caseggiato del Mosaico del Porto | I,XIV,2 | Läden und Wohnungen aus dem zweiten Jahrhundert; namensgebend ist ein Mosaik, das einen Hafen zeigt. |      |
| Domus dell'Area Sacra            | I,XIV,3 | Haus mit Hof, vielleicht Sitz einer Vereinigung. |      |
| Caseggiato                       | I,XIV,4 | Kleines Wohnhaus |      |
| Domus di Amore e Psiche          | I,XIV,5 | Reich ausgestattetes Wohnhaus aus dem vierten Jahrhundert. Das Haus erhielt seinen Namen von einer Statue, die Amor und Psyche zeigt. |      |
| Caseggiato                       | I,XIV,6 | Läden |      |
| Caseggiato                       | I,XIV,7 | Läden und Wohnungen |      |
| Terme del bagnino Buticosus      | I,XIV,8 | Kleine, vielleicht private Thermen aus der Zeit des Trajan, teilweise mit Mosaiken ausgestattet. Sie mögen einer Zunft gehört haben, Den Namen haben die Thermen von dem Mosaik, das einen nackten Mann zeigt und die folgende Beischrift führt: EPICTETVS BVTICOSVS. Vielleicht handelt es sich um den Aufseher des Bades. Am besten erhalten ist ein Mosaik im Caldarium mit Triton und einer Nereide und Meerestieren. Dieser Raum war einst auch mit Marmor ausgekleidet. |      |
| Caseggiato                       | I,XIV,9 | Läden und Wohnungen |      |

## Insula XV – Area dei Templi Repubblicani
| Name                    | Nummer | Beschreibung |
| ----------------------- | ------ | --- |
| Edificio pubblico       | I,XV,1 | Haus unbekannter Funktion, gut erhaltene Wandmalereien aus severischer Zeit; Teil des Komplexes des republikanischen Tempels. |
| Tempio tetrastilo       | I,XV,2 | Kleiner Tempel, vielleicht Aesculapius und der Hygieia geweiht. Er wurde am Ende des zweiten vorchristlichen Jahrhunderts errichtet und steht auf einem kleinen Podium. Säulen und Kapitelle bestehen aus Tuff. |
| Aula delle Are          | I,XV,3 | Halle, hier fanden sich verschiedene Altäre. |
| Edificio                | I,XV,4 | Spätantiker Bau unbekannter Funktion. |
| Tempio di Ercole        | I,XV,5 | Es handelt sich um einen Tempel des Hercules, der in republikanischer Zeit erbaut wurde. Der Tempel steht auf einem Podium und war an der Front mit sechs Säulen dekoriert. In der Cella standen kleinere Säulen. Sie war mit Marmor dekoriert und hatte einen einfachen Mosaikfußboden aus dem dritten Jahrhundert. Im Tempel fand sich die Basis einer Statue aus Marmor, mit einer Widmung des Freigelassenen P. Livius. Es handelt sich um die älteste Marmorinschrift aus Ostia. Aus dem Tempel stammt auch eine Statue des Gaius Cartilius Poplicola, der auch von anderen Inschriften aus Ostia bekannt ist (eine Kopie dieser Statue ist heute im Tempel aufgestellt). Sie zeigt ihn idealisiert nackt. Nach einer Inschrift wurde der Tempel um 393/394 von Numerius Proiectus renoviert, der genau in dieser Zeit als Praefectus annonae (Beamter, der die Getreideversorgung Roms organisierte) bezeugt ist. Numerius Proiectus war ein vom pro-heidnischen Kaiser und Usurpator Eugenius eingesetzter Beamter. |
| Tempio dell’Ara Rotonda | I,XV,6 | Kleiner, einst mit Marmor verkleideter Tempel, die verehrte Gottheit ist unbekannt. |
| Edificio Pubblico       | I,XV,7 | Einst mit Marmor dekorierter Bau unbekannter Funktion. |

## Insula XVI
| Name       | Nummer  | Beschreibung            | Bild |
| ---------- | ------- | ----------------------- | ---- |
| Caseggiato | I,XVI,1 | Läden und zwei Tavernen |      |
| Caseggiato | ,XVI,2  | Unbekannte Funktion.    |      |

## Insula XVII
| Name                                     | Nummer   | Beschreibung | Bild |
| ---------------------------------------- | -------- | --- | ---- |
| Caseggiato con fornace per laterizi      | I,XVII,1 | Läden |      |
| Terme del Mitra                          | I,XVII,2 | Thermen aus hadrianischer Zeit, Umbauten bis ins vierte Jahrhundert. An der Ostseite befanden sich einst Arkaden, die später jedoch in das Bad miteinbezogen wurden. Im Bad fanden sich imagines clipeatae, zwei Porträtköpfe auf Schildern, die vielleicht die Erbauer des Baues darstellen. Im Bad fanden sich einige Mosaiken, auch ist der unterirdische Servicebereich sehr gut erhalten. |      |
| Mitreo delle Terme del Mitra             | I,XVII,2 | Mithräum, das in die unterirdischen Serviceräume der Thermen hineingebaut wurde. Es fand sich eine gut erhaltene Mithrasstatue. |      |
| Fullonica delle Terme del Mitra          | I,XVII,2 | Werkstatt, in die Serviceräume der Thermen hineingebaut. |      |
| Oratorio Cristiano delle Terme del Mitra | I,XVII,2 | Kleine Kirche, die über dem Mithräum errichtet wurde. Eine Nische des Bades wurde mit Säulen ausgestattet. |      |

## Insula XVIII
| Name       | Nummer    | Beschreibung                                   | Bild |
| ---------- | --------- | ---------------------------------------------- | ---- |
| Caseggiato | I,XVIII,1 | Nur zum Teil ausgegraben, vielleicht Wohnhaus. |      |

## Insula XIX
| Name                | Nummer      | Beschreibung | Bild |
| ------------------- | ----------- | --- | ---- |
| Aula dei Mensores   | I,XIX,1.3   | Die Halle der Kornmesser ist ein rechteckiger Bau und hat den Namen von einem Mosaik, das Kornmesser (mensores frumentarii) bei der Arbeit zeigt. Der Bau datiert unter Trajan, das schwarz-weiße Mosaik jedoch in das dritte Jahrhundert. Es mag sich um ein Vereinshaus dieser Leute handeln. |      |
| Tempio dei Mensores | I,XIX,2     | Der Tempel der Kornmesser. Er war wahrscheinlich der Ceres Augusta geweiht. |      |
| Horrea dei Mensores | I,XIX,4     | Großes Speicherhaus, baulich mit der Halle der Kornmesser verbunden und deshalb vielleicht zu ihr gehörend, noch nicht ganz ausgegraben. |      |
| Terme Piccole       | I,XIX,5     | Kleines Badehaus vom Ende des fünften Jahrhunderts, Umbauten stammen vielleicht sogar aus dem sechsten Jahrhundert. Es handelt sich damit um eines der spätesten Bauwerke in Ostia. |      |
| Caseggiato dei Doli | neben I,XIX | Gewerblicher Bau, Ende des 18. Jahrhunderts ausgegraben, heute jedoch zugeschüttet. |      |

## Insula XX
| Name   | Nummer | Beschreibung                      | Bild |
| ------ | ------ | --------------------------------- | ---- |
| Horrea | I,XX,1 | Lagerhaus der hadrianischen Zeit. |      |

## Weitere Bauten der Regio I
| Name   | Nummer | Beschreibung                                            | Bild |
| ------ | ------ | ------------------------------------------------------- | ---- |
| Horrea |        | Lagerhaus nur aus geophysischen Untersuchungen bekannt. |      |

| Name                         | Nummer | Beschreibung | Bild |
| ---------------------------- | ------ | --- | ---- |
| Palazzo Imperiale            |        | Großer Gebäudekomplex, teilweise reich mit Mosaiken ausgestattet; im 19. Jahrhundert ausgegraben. |      |
| Mitreo del Palazzo Imperiale |        | Mithräum im Mitreo del Palazzo Imperiale, das von 1860 bis 1861 ausgegraben wurde. Auf dem Fußbodenmosaik finden sich zwei Inschriften. In einer Nische fand sich ein polychomes Mosaik, das Silvanus darstellt. |      |

| Name             | Nummer | Beschreibung  | Bild |
| ---------------- | ------ | ------------- | ---- |
| Navalia e Tempio |        | Tempelkomplex |      |

| Name  | Nummer | Beschreibung | Bild |
| ----- | ------ | --- | ---- |
| Bagni |        | Bad, das von geophysischen Untersuchungen (im Jahr 2000) bekannt ist; es ist klein, aber reich mit Marmor ausgestattet und mag zu einem Privathaus gehört haben. |      |

| Name               | Nummer | Beschreibung                                                      | Bild |
| ------------------ | ------ | ----------------------------------------------------------------- | ---- |
| Kleine Hafenanlage |        | Die Hafenanlage ist nur von geophysischen Untersuchungen bekannt. |      |

| Name         | Nummer | Beschreibung | Bild |
| ------------ | ------ | --- | ---- |
| Mitreo Fagan |        | Mithräum, das schon zwischen 1794 und 1802 ausgegraben wurde. Der genaue Standort ist nicht mehr bekannt; Fund zahlreicher Skulpturen. |      |

| Name          | Nummer | Beschreibung                                                    | Bild |
| ------------- | ------ | --------------------------------------------------------------- | ---- |
| Tor Boacciana |        | Turm der antiken Stadtmauer, im Mittelalter als Turm ausgebaut. |      |